# Lijst van achtbanen in België
Dit is een lijst van achtbanen in België. De achtbanen zijn gegroepeerd per park.

## Bellewaerde Park
| Naam              | Type                       | Fabrikant  | Model                      | Jaar | Hoogte | Maximumsnelheid | Lengte | Ritduur  | Aantal inversies                        | Maximale g-kracht | Afbeelding |
| ----------------- | -------------------------- | ---------- | -------------------------- | ---- | ------ | --------------- | ------ | -------- | --------------------------------------- | ----------------- | ---------- |
| Brazilian Buggies | Stalen achtbaan            | Zamperla   | Family Coaster 92m (Rev B) | 2024 | 4,6 m  | 27 km/u         | 92 m   |          | 0                                       |                   |            |
| Boomerang         | Stalen shuttle-achtbaan    | Vekoma     | Boomerang                  | 1984 | 35,5 m | 75,6 km/u       | 285 m  | 1:48 min | 6 (3 inversies worden 2 keer doorlopen) | 5,2 g             |            |
| Huracan           | Overdekte stalen achtbaan  | Zierer     | Custom Force / Force Five  | 2013 | 15 m   | 50 km/u         | 500 m  | 2:00 min | 0                                       |                   |            |
| Dawson Duel       | Stalen racer-rodelachtbaan | Wiegand    | Alpine Coaster             | 2017 | 25 m   |                 |        |          | 0                                       |                   |            |
| Wakala            | Stalen achtbaan            | Gerstlauer | Custom Family Coaster      | 2020 | 21 m   | 50 km/u         | 660 m  |          | 0                                       |                   |            |

## Beverland Maaseik
| Naam      | Type            | Fabrikant    | Model            | Jaar | Hoogte | Maximumsnelheid | Lengte | Ritduur | Aantal Inversies | Maximale g-kracht | Afbeelding |
| --------- | --------------- | ------------ | ---------------- | ---- | ------ | --------------- | ------ | ------- | ---------------- | ----------------- | ---------- |
| Butterfly | Stalen achtbaan | Sunkid Heege | Butterfly/ II SB | 2022 | 6,1 m  |                 |        |         | 0                |                   |            |

## Bobbejaanland
| Naam                | Type                      | Fabrikant  | Model                     | Jaar | Hoogte | Maximumsnelheid | Lengte | Ritduur  | Aantal inversies | Maximale g-kracht | Afbeelding |
| ------------------- | ------------------------- | ---------- | ------------------------- | ---- | ------ | --------------- | ------ | -------- | ---------------- | ----------------- | ---------- |
| Bob Express         | Gemotoriseerde achtbaan   | MACK Rides | Custom                    | 2000 | 10 m   | 36 km/u         | 521 m  | 2:30 min | 0                |                   |            |
| Dreamcatcher        | Hangende achtbaan         | Vekoma     | Swinging Turns            | 1987 | 25 m   | 45 km/u         | 600 m  | 2:44 min | 0                |                   |            |
| Revolution          | Overdekte stalen achtbaan | Vekoma     | Illusion                  | 1989 | 26,3 m | 50 km/u         | 720 m  | 2:20 min | 0                |                   |            |
| Oki Doki            | Stalen achtbaan           | Vekoma     | Junior Coaster - Custom   | 2004 | 16,3 m | 58 km/u         | 436 m  | 1:02 min | 0                | 2,8 g             |            |
| Naga Bay            | Draaiende achtbaan        | Maurer     | Xtended SC 3000           | 2011 | 21 m   | 55 km/u         | 430 m  | 1:25 min | 0                |                   |            |
| Speedy Bob (rechts) | Wildemuis-achtbaan        | MACK Rides | Wilde Maus                | 1998 | 14 m   | 45 km/u         | 370 m  | 1:25 min | 0                |                   |            |
| Typhoon             | Stalen duikachtbaan       | Gerstlauer | Euro-Fighter 670/8        | 2004 | 25,7 m | 80 km/u         | 670 m  | 1:30 min | 4                | 5 g               |            |
| Fury                | Lanceerachtbaan           | Gerstlauer | Infinity Coaster - Custom | 2019 | 43 m   | 106,6 km/u      | 830 m  | 1:16 min | 4                | 5 g               |            |

## Boudewijn Seapark
| Naam      | Type            | Fabrikant | Model        | Jaar | Hoogte | Maximumsnelheid | Lengte | Ritduur | Aantal inversies | Maximale g-kracht | Afbeelding |
| --------- | --------------- | --------- | ------------ | ---- | ------ | --------------- | ------ | ------- | ---------------- | ----------------- | ---------- |
| Orca Ride | Stalen achtbaan | Zierer    | Tivoli Nieuw | 2000 | 12 m   |                 |        |         | 0                |                   |            |

## Mega Speelstad
| Naam          | Type                                 | Fabrikant    | Model              | Jaar | Hoogte      | Maximumsnelheid | Lengte | Ritduur | Aantal inversies | Maximale g-kracht |
| ------------- | ------------------------------------ | ------------ | ------------------ | ---- | ----------- | --------------- | ------ | ------- | ---------------- | ----------------- |
| Disco Twister | Aangedreven draaiende indoorachtbaan | EOS Rides    | Typhoon            | 2005 | 0 m (grond) | -               |        | 2:35    | 0                |                   |
| Butterfly     | Stalen achtbaan                      | Sunkid Heege | Butterfly Standard | 2002 | 6,1 m       |                 |        |         | 0                |                   |

## Plopsaland Ardennes
| Naam            | Type               | Fabrikant  | Model                     | Jaar | Hoogte   | Maximumsnelheid | Lengte    | Ritduur  | Aantal inversies | Maximale g-kracht | Afbeelding |
| --------------- | ------------------ | ---------- | ------------------------- | ---- | -------- | --------------- | --------- | -------- | ---------------- | ----------------- | ---------- |
| De Smurfer      | Stalen achtbaan    | Vekoma     | Custom MK-700             | 1989 | Onbekend | Onbekend        | Onbekend  | 1:35 min | 0                | Onbekend          |            |
| Wickie The Ride | Draaiende achtbaan | Gerstlauer | Spinning Coaster - Custom | 2011 | Onbekend | Onbekend        | 400 meter | 1:45 min | 0                | Onbekend          |            |

## Plopsa Indoor Hasselt
| Naam           | Type                  | Fabrikant | Model     | Jaar | Hoogte | Maximumsnelheid | Lengte | Ritduur  | Aantal inversies | Maximale g-kracht |
| -------------- | --------------------- | --------- | --------- | ---- | ------ | --------------- | ------ | -------- | ---------------- | ----------------- |
| Wickie Coaster | Stalen indoorachtbaan | Zierer    | Force Two | 2005 | 9 m    | 39 km/u         | 222 m  | 1:30 min | 0                |                   |

## Plopsaland De Panne
| Naam                                  | Type                    | Fabrikant                    | Model                            | Jaar | Hoogte | Maximumsnelheid | Lengte | Ritduur  | Aantal inversies | Maximale g-kracht | Afbeelding |
| ------------------------------------- | ----------------------- | ---------------------------- | -------------------------------- | ---- | ------ | --------------- | ------ | -------- | ---------------- | ----------------- | ---------- |
| Anubis: The Ride                      | Lanceerachtbaan         | Gerstlauer                   | Launch Coaster - 600             | 2009 | 34 m   | 90 km/u         | 600 m  | 48 s     | 3                | 4,5 g             |            |
| #LikeMe Coaster                       | Stalen achtbaan         | Zierer                       | Tivoli Large                     | 1976 | 8 m    | 36 km/u         | 360 m  |          | 0                |                   |            |
| De Draak                              | Gemotoriseerde achtbaan | MACK Rides                   | Custom                           | 2004 | 14 m   | 36 km/u         | 450 m  | 1:45 min | 0                |                   |            |
| Heidi The Ride                        | Houten achtbaan         | Great Coasters International | Heidi The Ride                   | 2017 | 22 m   | 71 km/u         | 618 m  | 1:38 min | 0                |                   |            |
| K3 Roller Skater                      | Stalen achtbaan         | Vekoma                       | Junior Coaster Large 335m        | 1991 | 13 m   | 45,9 km/u       | 335 m  | 1:06 min | 0                |                   |            |
| SuperSplash                           | Waterachtbaan           | MACK Rides                   | Super Splash                     | 2006 | 30 m   | 70 km/u         |        |          | 0                |                   |            |
| The Ride to Happiness by Tomorrowland | Draaiende achtbaan      | MACK Rides                   | Xtreme Spinning Coaster - Custom | 2021 | 33 m   | 90 km/u         | 920 m  |          | 5                |                   |            |

## Walibi Belgium
| Naam          | Type                         | Fabrikant   | Model                                   | Jaar | Hoogte | Maximumsnelheid | Lengte  | Ritduur  | Aantal inversies                        | Maximale g-kracht | Afbeelding |
| ------------- | ---------------------------- | ----------- | --------------------------------------- | ---- | ------ | --------------- | ------- | -------- | --------------------------------------- | ----------------- | ---------- |
| Calamity Mine | Mijntreinachtbaan            | Vekoma      | Mine Train - 785m                       | 1992 | 14 m   | 48,2 km/u       | 785 m   | 2:20 min | 0                                       | 2,2 g             |            |
| Cobra         | Shuttle-achtbaan             | Vekoma      | Boomerang                               | 2001 | 35,5 m | 75,6 km/u       | 285 m   | 1:48 min | 6 (3 inversies worden 2 keer doorlopen) | 5,2 g             |            |
| Fun Pilot     | Stalen achtbaan              | Zierer      | Force 190                               | 2019 | 9,5 m  | 40 km/u         | 190 m   |          | 0                                       |                   |            |
| Turbine       | Gelanceerde shuttle-achtbaan | Schwarzkopf | Shuttle Loop                            | 1982 | 42 m   | 85,3 km/u       | 220,1 m | 0:45 min | 2 (1 inversie wordt 2 keer doorlopen)   |                   |            |
| Pulsar        | Stalen shuttle-waterachtbaan | MACK Rides  | Power Splash 217m                       | 2016 | 45 m   | 101 km/u        | 217 m   | 1:18 min | 0                                       |                   |            |
| Tiki Waka     | Stalen achtbaan              | Gerstlauer  | Bobsled Coaster - Custom                | 2018 | 21 m   | 55 km/u         | 564 m   |          | 0                                       |                   |            |
| Vampire       | Omgekeerde achtbaan          | Vekoma      | Suspended Looping Coaster 689m Standard | 1999 | 33,3 m | 80 km/u         | 689 m   | 1:36 min | 5                                       | 4 g               |            |
| Weerwolf      | Houten achtbaan              | Vekoma      | Custom                                  | 2001 | 28 m   | 80 km/u         | 1035 m  | 2:05 min | 0                                       |                   |            |
| Kondaa        | Megacoaster                  | Intamin     | Megacoaster - Custom                    | 2021 | 50 m   | 113 km/u        | 1200 m  | 1:30 min | 0                                       | 4,7 g             |            |
| Mecalodon     | Lanceerachtbaan              | Gerstlauer  |                                         | 2025 | 15 m   | 65 km/u         | 925 m   |          | 0                                       |                   |            |

## Verwijderde/Verhuisde achtbanen
| Naam               | Type                                | Park                | Fabrikant            | Model                              | Jaar Geopend | Jaar Gesloten/Verhuisd | Afbeelding |
| ------------------ | ----------------------------------- | ------------------- | -------------------- | ---------------------------------- | ------------ | ---------------------- | ---------- |
| Alpenblitz         | Stalen gemotoriseerde achtbaan      | Bobbejaanland       | Schwarzkopf          | Alpenblitz II                      | 1979         | 1981                   |            |
| Achtbaan           | Stalen wildemuis-achtbaan           | Bobbejaanland       | Schwarzkopf          | Wildcat                            | 1976         | 1982                   |            |
| Grand 8            | Stalen achtbaan                     | Walibi Belgium      | Pinfari              | Zyklon Z47                         | 1975         | 1983                   |            |
| Jumbo Jet          | Stalen achtbaan                     | Walibi Belgium      | Schwarzkopf          | Jumbo Jet / Jet Star III           | 1978         | 1991                   |            |
| Wervelwind         | Stalen achtbaan                     | Bobbejaanland       | Vekoma               | MK-1200 Whirlwind                  | 1982         | 1999                   |            |
| Jubilé             | Stalen achtbaan                     | Meli Park           | Pinfari              | Zyklon Z40                         | 1995         | 2000                   |            |
| Tornado            | Stalen achtbaan                     | Walibi Belgium      | Vekoma               | MK-1200 Corkscrew with Bayerncurve | 1979         | 2002                   |            |
| Looping Star       | Stalen achtbaan                     | Bobbejaanland       | Schwarzkopf          | Looping Star                       | 1979         | 2003                   |            |
| Vertigo            | Stalen hangende achtbaan            | Walibi Belgium      | Doppelmayr-Garaventa | Mountain Glider                    | 2007         | 2008                   |            |
| Speedy Bob (links) | Wildemuis-achtbaan                  | Bobbejaanland       | MACK Rides           | Wilde Maus                         | 1998         | 2008                   |            |
| La Coccinelle      | Stalen achtbaan                     | Walibi Belgium      | Zierer               | Tivoli Small                       | 1999         | 2017                   |            |
| De Vleermuis       | Hangende achtbaan, Tweelingachtbaan | Plopsaland De Panne | Caripro              | Batflyer                           | 2000         | 2018                   |            |
| Keverbaan          | Stalen achtbaan                     | Bellewaerde         | Zierer               | Tivoli Large                       | 1981         | 2022                   |            |